# Daniel Bouton
Pour les articles homonymes, voir Bouton.
Daniel Bouton, né le 10 avril 1950 dans le 10e arrondissement de Paris, est un haut fonctionnaire français, membre du corps de l'Inspection générale des finances. Il a été directeur de cabinet ministériel dans les années 1980, puis président-directeur général de la Société générale de novembre 1997 à mai 2008, avant d'être président du conseil d'administration de cette même banque de mai 2008 à avril 2009. Il dirige depuis septembre 2009 sa propre société de conseil.

## Origines et personnalité
Petit-fils de cantonnier, orphelin de père à 13 ans, Daniel Bouton devient rapidement un « cerveau brillant » et un archétype de la méritocratie à la française.
Lauréat du concours général en histoire, il obtient le diplôme de l’Institut d'études politiques de Paris (1971), puis de l’École nationale d'administration. Il est le benjamin de la promotion François Rabelais, sortie en 1973.
Il a été secrétaire du bureau de l'association des membres de l'Inspection des Finances, puis administrateur et ensuite trésorier de l'Association des anciens de l'ENA (1981-1983). Il est membre du club Le Siècle.
Son épouse, Nicole Berkchole, est directrice adjointe à la banque Lazard, chargée en 2004 d'assurer les contacts entre la banque et la Bourse et Présidente du Comité Stratégique de Friedland Gestion.
Doté selon certaines personnes d'un caractère analytique et cassant, Daniel Bouton avoue plusieurs passions parmi lesquelles l'art lyrique, l'architecture et le golf.

## Carrières professionnelles

### Haut fonctionnaire
Il commence sa carrière à l'Inspection des finances, comme inspecteur adjoint puis inspecteur des finances (1974), et chargé de mission en 1976. L'année suivante, il est chargé de mission à la direction du budget en 1977, puis intègre en 1980 comme conseiller technique, le cabinet de Maurice Papon, ministre du Budget.
Après l'élection présidentielle française de 1981, il est nommé chef de bureau à la direction du Budget, puis sous-directeur à l'administration centrale du ministère de l'Économie et des Finances à partir de 1984, jusqu'à devenir directeur de cabinet d'Alain Juppé, ministre délégué au Budget de 1986 à 1988. À la fin de la cohabitation, il reste à Bercy, comme directeur du Budget jusqu'en 1991.

### Carrière bancaire
En mars 1991, il quitte Bercy pour la Société générale, en tant que directeur de la présidence, poste créé pour lui, puis directeur général (1993), avant de présider la banque depuis novembre 1997 en remplacement de Marc Viénot.
Sous sa présidence, la banque résiste en 2000 à l'OPA lancée par la BNP. Restée indépendante, la Société générale devient selon certains observateurs « la banque la plus rentable d'Europe », avec 26 % de retour sur investissement en 2006 et 120 000 personnes de 116 nationalités employées dans le monde.
Il est, jusqu'en septembre 2008, président de la Fédération bancaire française (FBF). Il préside le groupe Croissance, et il dirige la Commission régulation de l'Institut de la finance internationale (IIF), depuis 2002.
Il devient également administrateur de nombreuses sociétés du CAC 40, dont il perçoit les jetons de présence : Arcelor, Schneider Electric, Total et Veolia pour l'année 2004.
Le 17 avril 2008, trois mois après la crise financière de janvier 2008 à la Société générale, la banque annonce son départ du poste de président-directeur général et sa nomination au poste de président du conseil d'administration, Frédéric Oudéa devenant directeur général.
Le 29 avril 2009, Daniel Bouton invoquant des attaques incessantes sur sa personne démissionne du poste de président du conseil d'administration de la Société générale, selon lui pour protéger le groupe, et tirer un trait sur les scandales qui sont nés sous sa direction (affaire Kerviel, plan de stock options pour les dirigeants, résultats de sa filiale de gestion d'actifs SGAM).

### «Troisième carrière» dans le conseil
En septembre 2009, Daniel Bouton crée sa propre société de conseil, DMJB Conseil, dont il détient l'intégralité du capital. Cette société de services, à vocation européenne, souhaite profiter de la renommée de Daniel Bouton dans la communauté financière, y compris à l'étranger. Un des premiers clients est la banque d'affaires Rothschild & Cie.
Au cours de son premier exercice, DMJB Conseil a réalisé un Chiffres d'Affaires de 433 000 €.

## Controverses

### Mise en cause dans l'affaire du Sentier II
La Société générale et son PDG Daniel Bouton sont mis en examen en 2002, par le juge Isabelle Prévost-Desprez, dans une affaire d'escroquerie et de blanchiment liée à des chèques transitant par Israël et permettant la circulation d'argent d'origine frauduleuse.
Le dossier vaut au président de la Société générale, lors de son ouverture en 2002, le soutien explicite de Laurent Fabius, alors ministre de l'Économie et des Finances, mais aussi de Michel Pébereau, président de BNP Paribas.
Le procès débute le 4 février 2008. En décembre 2008, la Société générale et Daniel Bouton sont relaxés par le tribunal correctionnel de Paris.

### Attitude à la suite de la crise financière de janvier 2008
Le 24 janvier 2008, à l'occasion de la publication des résultats de l'exercice 2007, la direction de la Société générale a annoncé une perte record de 7 milliards d'euros, une partie de la perte pouvant être due selon la Société générale à une fraude au sein de son activité de courtage de 4,9 milliards d'euros auxquels s'ajoutent 2 milliards d'euros de perte à la suite de la crise des subprimes aux États-Unis. Le responsable serait Jérôme Kerviel, un courtier d'une trentaine d'années qui aurait agi seul et à l'insu de toutes les autorités de la banque.
Daniel Bouton, à l'époque PDG de la Société générale, prenant acte de ses responsabilités, a, dans un premier temps, proposé sa démission, que le conseil d'administration de la banque a refusé en annonçant qu'il « lui a renouvelé sa confiance ainsi qu'à l'équipe de direction ». Il a annoncé qu'il renonçait à six mois de la part fixe de son salaire (soit 625 000 euros).
Dans un deuxième temps, Daniel Bouton a déclaré au quotidien Les Échos « je reste, je pilote, je conduis » affirmant à ce journal que le rapport d'étape du comité spécial du 20 février 2008 « tord définitivement le cou à tous les scénarios fantaisistes selon lesquels nous aurions cherché un bouc émissaire pour masquer je ne sais quoi » et se borne à dessiner « plusieurs pistes d'amélioration du contrôle interne ». Ces affirmations de Daniel Bouton sont pourtant contredites par les propres services de l'Inspection générale de la Société générale. En effet, dans les conclusions intermédiaires au 20 février 2008 du rapport de synthèse de la mission Green, l'Inspection générale de la banque a relevé :
- qu'il n'existait « pas de contrôle sur les transactions annulées ou modifiées, ni sur les transactions à départ différé, ni sur les transactions avec des contreparties techniques, ni sur les nominaux élevés en position, ni sur les flux non transactionnels en cours de mois, autant d’analyses qui auraient probablement permis d’identifier la fraude »[17] ;

- que différents services de la banque avaient déclenché « sur le périmètre de JK » (Jérôme Kerviel), 2 alertes en 2006 et 46 en 2007[18], sans que ces alertes n'entraînent de quelconques réactions de la hiérarchie.

La violente crise financière de 2008, n'a pas empêché Daniel Bouton de réaliser de substantielles plus-values en spéculant sur les actions de l'établissement qu'il préside. En effet, il a réalisé une plus-value de 1,3 million d'euros en moins de quatre mois, malgré la chute du titre en Bourse, en revendant des actions de son groupe acquises au titre des stock-options. L'information, divulguée le 10 octobre 2008, en pleine crise financière mondiale, par le site Mediapart, provoque une certaine émotion dans l'opinion publique française.
Le secrétaire général de la CFDT François Chérèque, interrogé vendredi 24 octobre sur Europe 1, juge « immorales » les plus-values boursières réalisées ces derniers mois par Daniel Bouton dont il réclame, avec la section CFDT de la Société générale, la démission. « L'État vient de prêter environ un 1,7 milliard d'euros à la Société générale. Pendant ce temps, le président de la Société générale, déjà célèbre pour son manque de contrôle dans l'affaire Kerviel, vient de gagner 1,3 million d'euros en moins de quatre mois ».
Malgré la chute de 63,47 % de l'action de la Société générale et ses diverses conséquences, Daniel Bouton resterait selon le mensuel Capital le banquier le mieux payé de France. Les revenus annuels de Daniel Bouton se seraient élevé en 2007 à 5,24 millions d'euros dont 3,77 millions issus de plus-values de stock-options. Le 30 octobre 2008, Frédéric Oudéa affirme sur l'antenne de RTL que Daniel Bouton aurait « décidé de ne pas être payé cette année », aurait « besoin de payer ses impôts » et ne garderait « aucun argent pour lui ». Selon des informations datant d'avril 2008, Daniel Bouton n'aurait renoncé qu'à 6 mois de salaire.
Au 1er novembre 2008, Daniel Bouton n'est l'objet d'aucune enquête externe, ni de la part de l'AMF au titre d'un possible délit d'initié, ni de la part du ministère de l'Économie ou de l'AFB.

### Attributions de stock-options en 2009
Le 9 mars 2009, il reçoit avec d'autres hauts dirigeants de la Société générale, un lot de stock option (70 000 titres à 24,45 euros), alors que la banque est aidée par l'État. La ministre des Finances exige le renoncement à cette prime en affirmant :
« Il serait grand temps que Société générale rime un peu plus avec intérêt général »
Le 22 mars 2009, avec les autres dirigeants concernés, il renonce à ces stock-options. Il est une victime collatérale de l'affaire AIG aux États-Unis, où 218 millions de bonus ont été distribués alors que cette entreprise a été renflouée trois fois par l'État fédéral.

### Retraites
Le 29 avril 2009, à l'âge de 59 ans, il annonce qu'il quitte la présidence de la Société générale. Il ne touche pas d'indemnités de départ. À partir d’avril 2010, date de son soixantième anniversaire, il pourra percevoir sa retraite annuelle, qui est de 730 000 euros, soit environ 2 000 euros par jour (régime surcomplémentaire de retraite des cadres de direction de la Société générale). Comme son contrat de travail le prévoit, il a acquis des droits à pension représentant 58,2 % de sa rémunération 2007 (1,25 million d’euros), exerçables « lorsqu’il fera valoir ses droits à retraite de la Sécurité sociale ». Le montant de la retraite qu'il devrait percevoir en tant qu'ancien agent public de l'État est encore inconnu.

## Mandats sociaux
- Président d'honneur de la Société générale
- Administrateur de Veolia

## Décorations
- Chevalier de l'ordre national de la Légion d'honneur
- Officier de l'ordre national du Mérite